# Гигантски панголин
Гигантският панголин (Manis gigantea), също гигантски люспеник, е вид средноголям бозайник от семейство Панголинови (Manidae).

## Разпространение
Видът е разпространен главно в екваториалните гори на Централна и Западна Африка. Може да се види в Габон, Гана, Гвинея, Гвинея-Бисау, Демократична република Конго, Екваториална Гвинея (Биоко), Камерун, Демократична република Конго, Република Конго, Кот д'Ивоар, Либерия, Сенегал, Сиера Леоне, Танзания, Уганда, както и в Централноафриканска република.

## Описание
Както и останалите люспеници, те са покрити с едри твърди люспи, които им служат за защита от неприятели. Гигантският люспеник е най-едрият представител на семейството – достига 140 cm дължина на тялото и 33 kg маса, като женските са малко по-дребни.

## Хранене
Храни се главно с мравки и термити.